# Баттерсі-парк (станція)
51°28′39″ пн. ш. 0°08′51″ зх. д. / 51.477636° пн. ш. 0.147578° зх. д.
Баттерсі-парк (англ. Battersea Park) — залізнична станція Південнолондонської лінії (London Overground) та Брайтонської залізниці, розташована у 2-й тарифній зоні, за 2.1 км від Лондон-Вікторія, у боро Вондзверт. Пасажирообіг на 2019 рік: 2.203 млн осіб

## Конструкція
Наземна, відкрита з двома острівними і однією береговою платформою на дузі

## Історія
- 1 травня 1867: відкриття станції у складі LB & SCR[en] як Йорк-роуд (Баттерсі) (англ. York Road (Battersea)).[4]
- 1 січня 1877: станцію перейменовано на Баттерсі-парк-енд-Йорк-роуд (англ. Battersea Park та York Road) та Battersea Park
- 1 червня 1885: станцію перейменовано на Баттерсі-парк[5]

## Пересадки
- На автобуси оператора London Buses: 44, 137, 156, 344, 436, 452 та нічні маршруту N44, N137
- Метростанцію ТЕС Баттерсі
- Залізничну станцію Квінстаун-роуд (Баттерсі)